# Шостак Михайло Степанович
Михайло Степанович Шостак (1939 — 14 лютого 2006, місто Чернігів) — український радянський діяч, секретар Чернігівського обласного комітету КПУ.

## Біографія
Освіта вища. Член КПРС.
У травні 1974 — вересні 1978 року — завідувач сільськогосподарського відділу Чернігівського обласного комітету КПУ.
У вересні 1978 — січні 1986 року — секретар Чернігівського обласного комітету КПУ з питань сільського господарства.
Потім — на пенсії в місті Чернігові. Був членом та керівником Чернігівської обласної організації Селянської партії України (СелПУ). Керівник регіональної організації Чернігівської області Всеукраїнської професійної спілки «Соціальний прогрес».

## Нагороди
- орден Трудового Червоного Прапора
- ордени
- медалі